# Consiliul Danez pentru Refugiați
Consiliul Danez pentru Refugiați (acronim DRC) (în daneză Dansk Flygtningehjælp) este o organizație umanitară daneză non-profit, fondată în 1956. Acesta servește ca organizație umbrelă pentru 33 de organizații membre.
A fost fondat în anul 1956, ca răspuns pentru criza refugiațiilor europeni, cauzată de invazia sovietică a Ungariei, din același an. Prin operațiuni de convoaie, DRC a trimis și a fost responsabilă, pentru jumătatea din ajutorul umanitar, trimis în Bosnia și Herțegovina, în timpul Războaielor de independență față de Iugoslavia, din anii 1990.
Consiliul lucrează în 40 de state din întreaga lume, și cu programe umanitare în zone de conflict precum Somalia, Afganistan, Asia Centrală, Irak, Orientul Miijloc, Cecenia și Caucaz. 
Consiliul Danez pentru Refugiați este unul dintre principalii actori umanitari din Siria și din țările vecine, deoarece peste 500.000 de persoane primesc ajutor de urgență din partea DRC în fiecare lună în regiune. Situația din Siria și din împrejurimi reprezintă cea mai mare criză umanitară cu care se confruntă lumea, iar 30% din populație și-a părăsit locuințele ca urmare a violenței. În Siria, Liban, Iordania, Turcia și Irak, DRC distribuie ajutoare sub formă de saltele, haine, pături și kituri de igienă, oferă asistență educațională sub formă de cursuri remediale și cursuri pentru elevii care au abandonat școala și reabilitează adăposturi. În interiorul Siriei, DRC ajută sirienii strămutați și afectați de conflict din Homs, Daraa, Hama, Alep și Damasc.

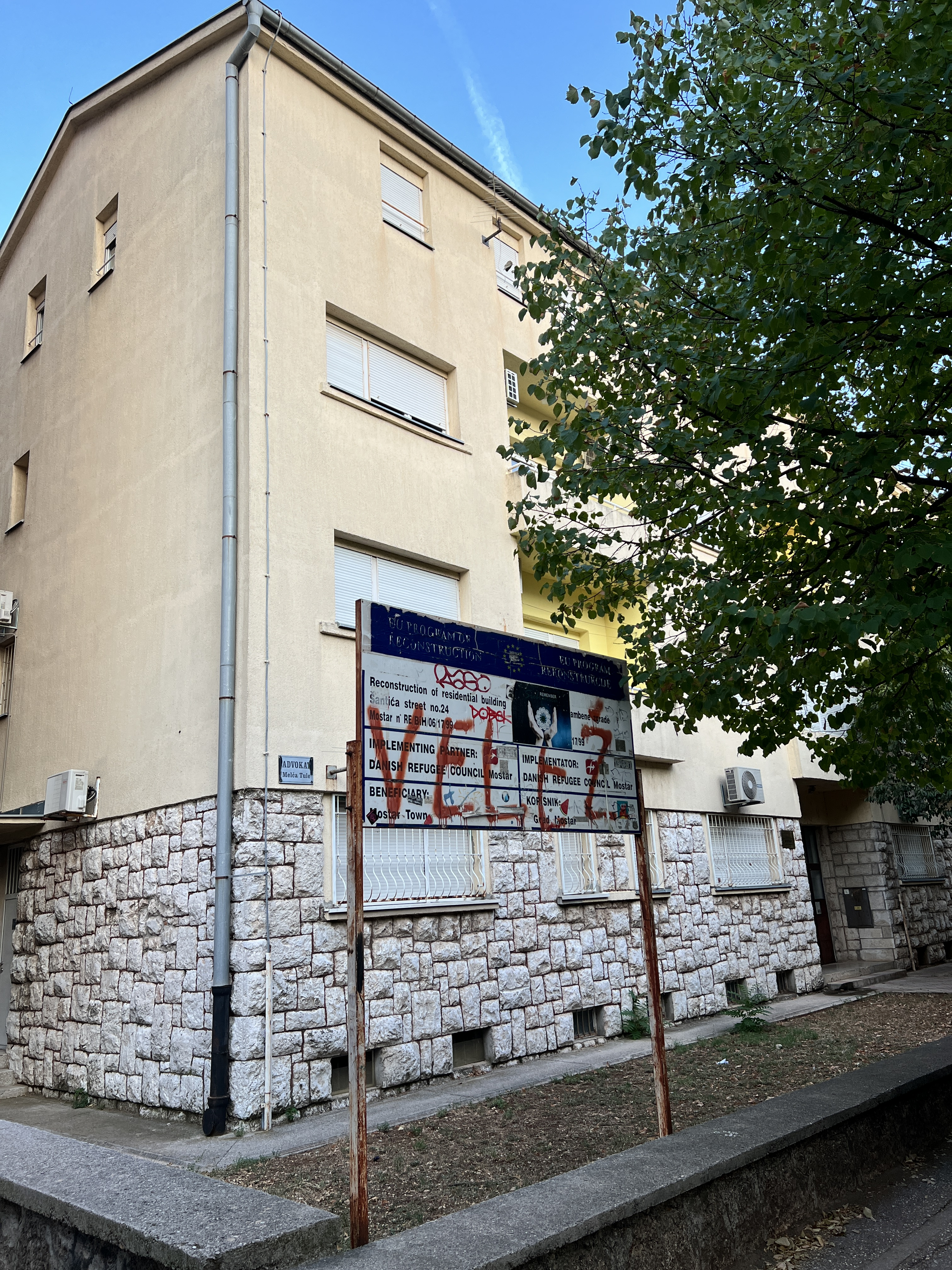
Clădire din Mostar reconstruită de Consiliul Danez pentru Refugiați după războiul din Bosnia

Activitățile internaționale din DRC au ca scop protejarea refugiaților și a persoanelor strămutate în interiorul țării și promovarea unor soluții pe termen lung. Asistența acordată de DRC în crizele acute ale refugiaților rămâne axată pe răspunsurile la efectele pe termen lung. Consiliul Danez pentru Refugiați implementează în prezent activități în nouă sectoare, și anume: 
- Locuințe și infrastructură la scară mică
- Generarea de venituri prin granturi și microfinanțare
- Securitatea alimentară și reabilitarea și dezvoltarea agricolă
- Dreptul și informațiile legate de strămutare
- Reabilitarea socială
- Crearea de rețele de ONG-uri și dezvoltarea capacităților
- Acțiuni umanitare împotriva minelor, Gestionarea și coordonarea informațiilor și Logistica de urgență și gestionarea transporturilor.

DRC este, de asemenea, activ în domeniile deminării, logisticii și reconstrucției pentru diverse agenții internaționale, cum ar fi Programul Alimentar Mondial al Națiunilor Unite (PAM) și Înaltul Comisariat al Națiunilor Unite pentru Refugiați (UNHCR). Secretarul general al DRC este Charlotte Slente.
În octombrie 2011, doi muncitori din DRC implicați într-un proiect de deminare au fost capturați de pirați somalezi în Galkayo. 93 de zile mai târziu, au fost salvați de forțele SEAL ale Marinei Statelor Unite. În septembrie 2013, DRC a deschis un nou birou de reprezentare la Geneva.
În 2017, guvernul danez a donat 2,5 milioane de coroane daneze Consiliului Danez pentru Refugiați, pentru ca acesta să colaboreze cu IBM pentru a dezvolta un model care să urmărească și, eventual, să prezică fluxurile de refugiați și migranți, îmbunătățind astfel planificarea răspunsului umanitar. În prezent, acesta își desfășoară campania umanitară în taberele de refugiați Rohingya din Cox's Bazar.
În iunie 2023, în timp ce războiul era în desfășurare, DCR a organizat deminarea în Ucraina, în zonele pe care armata rusă le părăsise.